# يونكرز إف 13
يونكرز إف 13 (بالألمانية: Junkers F 13) طائرة نقل ألمانية من إنتاج  شركة يونكرز تعد أول طائرة بالعالم تصنع من المعدن بشكل كامل، يتألف طاقم الطائرة من طيارين وقدرة نقل استعيابية لعدد 4 أفراد، تبلغ السرعة القصوى لطائرة اليونكرز اف 13 نحو 198 كم بالساعة وتبلغ قوة محركها الوحيد 310 حصان وهو من نوع يونكرز L-5 ذو 7 إسطوانات، صدر من الطائرة نسخ عديدة حول العالم وبلغ إنتاجها أكثر من 300 نسخة خلال اعوام إنتاجها من 1920 إلى 1932.